# 代言樞機
代言樞機（Cardinal protector）也翻譯作保護樞機，為現已廢除的一種天主教職務。由一位樞機代表一個修會、神學院或是天主教國家駐於羅馬教廷。用來在各種場合以辯論或演說等方式為所代表的機關謀求福利及在宗教會議中代表發言。當所代表的修會遭受不當的指責或是財務遭受侵犯，代言樞機也擔起向罗马教廷申訴的職責。

## 介紹
保護人（patron）制度是羅馬帝國的一種從屬關係，一名擔任保護人的貴族通常會擁有多數個稱為client的被保護人（同時包括client擁有的領地）。而後來的羅馬教廷或因特殊情形而援用了此體系，雖然代言樞機不一定會比其代表的個體（如天主教國家的君王）擁有較高的地位。此一關係通常是由教宗任命或是由於被保護的機關請求被任命的樞機的代表。
最早有記錄的代言樞機為胡高林（Ugolino）樞機，也就是後來的教宗國瑞九世（Gregory Ⅸ）。他和方濟會的創辦者聖方濟有良好的交誼。因此在方濟會成立時期就時常以他的影響力保護方濟會，也因此他被英諾森三世任命為方濟會的代言樞機。  